# Rhodostrophia anjumana
Rhodostrophia anjumana är en fjärilsart som beskrevs av Edward P. Wiltshire 1967. Rhodostrophia anjumana ingår i släktet Rhodostrophia och familjen mätare. Inga underarter finns listade.